# Rhinitis medicamentosa
Rhinitis medicamentosa (RM, česky medikamentózní rhinitida či medikamentózní rýma) je stav opětovného překrvení sliznice nosní způsobený dlouhým používáním povrchových dekongescencií (např. nosních sprejů obsahujících oxymetazolin, fenylefrin, xylometazolin nebo nafazolin), které stahují cévy ve sliznici.

## Projevy
Stav se objevuje typicky po 5 až 7 dnech používání léčiv. Pacienti pak často zkouší zvyšovat jak dávku, tak i četnost aplikace léčiva, čímž RM ještě zhoršují. Otok v nose způsobený opětovným překrvením může nakonec vyústit v trvalou hyperplazii, která může blokovat dýchání nosem a vyžadovat chirurgické odstranění.

## Patofyziologie
Byť není mechanismus RM zatím objasněn, existuje pro něj několik teorií.
Sympatomimetické aminy, například fenylefrin a pseudoefedrin, stimulují alfa a beta adrenergní receptory. Na začátku dominuje vazokonstrikční účinek alfa-receptorů. Tento efekt pak nejprve klesá a následně se vyvíjí vazodilatace stimulací beta-receptorů.
Deriváty imidazolaminu, například oxymetazolin, mohou mít vliv na zápornou zpětnou vazbu v endogenní produkci norepinefrinu. Proto se po přerušení dlouhodobého používání objeví neadekvátní vazokonstrikce v nosní sliznici (aktivitou sympatiku) a dominance aktivita parasympatiku může vést ke zvýšené sekreci a nosnímu edému.

## Léčba
Léčba RM spočívá ve vysazení příslušného léčiva (nosního spreje apod.). Lze použít jak náhlé, tak postupné vysazování. Příznaky překrvení a plného nosu lze potlačit nebo neutralizovat protizánětlivými léčivy (např. mometazon-furoátem 1-2× denně po několik týdnů). Ve velmi závažných přápadech mohou být potřeba orálně podávané steroidy, např. prednisolon. Mohou pomoci i orální dekongescencia, například pseudoefedrin.
Studie ukázala, že benzalkoniumchlorid, který se často přidává do nosních sprejů, medikamentózní rýmu zhoršuje dalším zesilováním otoku.

## Příčiny
Mezi důvody, které vedou k nadužívání povrchových dekongescencií patří:
- vybočení nosní přepážky
- infekce horních dýchacích cest
- vazomotorická rýma
- užívání (šňupání) kokainu
- těhotenství
- chronická rhinosinusitida
- hypertrofie dolní nosní skořepy